# Z.Z. Hill
Arzell 'Z.Z.' Hill (Naples, 30 september 1935 - Dallas, 27 april 1984) was een Amerikaanse blueszanger, vooral bekend om zijn opnamen in de jaren 1970 en begin jaren 1980, waaronder zijn album Down Home uit 1982 voor Malaco Records, dat bijna twee jaar in de hitparade van de Billboard-soulalbumhitlijst bleef staan. Het nummer Down Home Blues wordt wel het bekendste bluesnummer van de jaren 1980 genoemd. Volgens de Texas State Historical Association bedacht Hill en combinatie van blues en hedendaagse soul-styling en hielp de blues te herstellen naar het moderne zwarte bewustzijn.

## Biografie
Hill begon zijn zangcarrière eind jaren 1950 als onderdeel van de gospelgroep The Spiritual Five, die op tournee was door Texas. Hij werd beïnvloed door Sam Cooke, B.B. King en Bobby 'Blue' Bland en begon met het uitvoeren van zijn eigen liedjes en anderen in clubs in en rond Dallas, waaronder optredens als frontman van bands onder leiding van Bo Thomas en Frank Shelton. Hij nam zijn artiestennaam in navolging van B.B. King, die op zijn beurt de bandnaam ZZ Top inspireerde.
Aangemoedigd door Otis Redding, die hem had zien optreden, voegde hij zich in 1963 in Los Angeles bij zijn oudere broer Matt Hill, een beginnende platenproducent, en bracht zijn eerste single You Were Wrong uit bij het M.H. label van de familie. Het stond een week op nummer 100 in de Billboard Hot 100 in 1964 en Hill werd al snel gecontracteerd door Kent Records. De meeste nummers die hij voor Kent opnam, zijn geschreven of mede geschreven door zijn broer en gearrangeerd door de prominente saxofonist Maxwell Davis. Geen enkele werd in de hitlijst gebracht, maar achteraf bekeken worden velen, zoals I Need Someone (To Love Me), nu met hoog aanzien bekeken door fans van soulmuziek.
Nadat hij in 1968 Kent Records had verlaten, nam hij kort op voor Capricorn Records van Phil Walden, gevestigd in Macon (Georgia), maar na een meningsverschil met Walden werd zijn platencontract gekocht door het Mankind-label van Jerry 'Swamp Dogg' Williams, waar Hill zijn overeenkomst beëindigde. Hij keerde terug naar Californië om op te nemen voor het label van zijn broer Matt en het nummer Don't Make Me Pay for His Mistakes, geproduceerd door Matt Hill en Miles Grayson, werd zijn grootste pophit en bereikte positie 62 in de Hot 100. Het Kent-label bracht zijn opname van I Need Someone uit 1964 opnieuw uit, die zich ook plaatste in de hitlijst. Williams nam ook in 1971 met Hill op in Muscle Shoals, Alabama, wat resulteerde in verschillende r&b-hits, waaronder Chokin' Kind en It Ain't No Use, evenals de lp The Brand New ZZ Hill.
Met de hulp van zijn broer tekende Hill vervolgens een contract bij United Artists, waar hij werd geholpen door arrangementen en composities van gevestigde r&b-talenten, waaronder Lamont Dozier en Allen Toussaint, en verschillende singles uitbracht die halverwege de jaren 1970 de r&b-hitlijst haalden. Na de plotselinge dood van zijn broer Matt aan een hartaanval, verliet Z.Z. Hill United Artists en tekende hij bij Columbia Records, waar hij twee albums opnam met de toonaangevende arrangeur-producent Bert de Coteaux in New York. Verschillende singles van de albums die in de hitparade stonden, waaronder Love Is So Good When You're Stealing It, stonden in de zomer van 1977 18 weken in de Billboard r&b-hitlijst.
In 1979 verliet hij Columbia Records en keerde terug naar het zuiden, waar hij tekende voor Malaco Records. Zijn eerste hit voor het label was zijn opname van Cheating in the Next Room, geschreven door George Jackson, die begin 1982 werd uitgebracht en de r&b-top 20 bereikte, met in totaal 20 weken in de hitlijst. Hij had een aantal bestverkochte albums voor Malaco, waarvan Down Home de grootste was, die bijna twee jaar in de hitparade van de Billboard-soulalbums bleef staan. Het nummer Down Home Blues, ook geschreven door Jackson, werd later opgenomen door labelgenote Denise LaSalle. Hills volgende album The Rhythm & the Blues, uitgebracht in 1982, werd ook met lovende kritieken ontvangen en het succes ervan droeg bij aan de daaropvolgende opleving in bluesmuziek, waarvan een groot deel werd opgenomen door het Malaco-label in Jackson (Mississippi).
Hills nummer That Ain't the Way You Make Love werd gesampled door Madvillain in hun nummer Fancy Clown.

## Overlijden
Tijdens het toeren in februari 1984 raakte Hill betrokken bij een auto-ongeluk. Hij bleef optreden, maar overleed twee maanden later, op 48-jarige leeftijd, aan een hartaanval als gevolg van een bloedstolsel, gevormd na het ongeval.
- Biblioteca Nacional de España: XX1427538
- Bibliothèque nationale de France: cb13921791v (data)
- Gemeinsame Normdatei: 134406206
- International Standard Name Identifier: 0000 0001 1816 4503
- Library of Congress Control Number: n94099427
- MusicBrainz: c29fd6f3-56d9-4f3e-bfcd-ad1fea6329a4
- Nederlandse Thesaurus van Auteursnamen: 070513643
- Istituto Centrale per il Catalogo Unico: DDSV036768
- Virtual International Authority File: 100918949
- WorldCat: E39PBJj8WWj4mvQFVFfBXCyKh3